# Spoorlijn Pronsfeld - Waxweiler
De spoorlijn Pronsfeld - Waxweiler was een Duitse spoorlijn en als lijn 3103 onder beheer van DB Netze.

## Geschiedenis
De spoorlijn werd door de Preußische Staatseisenbahnen geopend op 6 juli 1907. In 1987 werd het vervoer op de lijn opgeheven en aansluitend werden de sporen opgebroken. Tussen Pronsfeld en Waxweiler is, grotendeels op dit traject, een geasfalteerde wandel- en fietsroute aangelegd.

## Aansluitingen
In de volgende plaats was er een aansluiting op de volgende spoorlijnen:
Pronsfeld
DB 3100, spoorlijn tussen Gerolstein en Pronsfeld
DB 3101, spoorlijn tussen Pronsfeld en Lommersweiler
DB 3102, spoorlijn tussen Pronsfeld en Neuerburg